# Guilded (plataforma)
Guilded es una plataforma de VoIP, mensajería instantánea y distribución digital diseñada por Guilded Inc. y propiedad de Roblox Corporation. Guilded tiene su sede en San Francisco. Los usuarios se comunican con llamadas de voz, videollamadas, mensajes de texto, multimedia y archivos en chats privados o como parte de comunidades llamadas "guilds". Guilded fue fundado por Eli Brown, un ex empleado de Facebook y Xbox. Guilded se ejecuta en Windows, Linux, macOS, Android y iOS.
Guilded es un competidor de Discord que se centra principalmente en las comunidades de videojuegos, como las que se centran en los juegos competitivos y los deportes electrónicos. Proporciona funciones destinadas a clanes de videojuegos, como herramientas de planificación y calendarios integrados. Guilded es desarrollado por Guilded, Inc., que ha sido un grupo de productos independientes de Roblox Corporation desde el 16 de agosto de 2021.